# Caridina thachlam
Caridina thachlam — прісноводна креветка з родини атидових (Atyidae). Описана 2021 року.

## Поширення
Ендемік В'єтнаму. Виявлений лише у Національному парку Кук Фуонг на півночі країни.